# السباق نحو برلين
السباق إلى برلين منافسة بين اثنين من المارشالات السوفييت جورجي جوكوف وإيفان كونيف، ليكون أول من دخل برلين خلال الأشهر الأخيرة من الحرب العالمية الثانية في أوروبا.
في أوائل عام 1945، مع هزيمة ألمانيا الحتمية، وضع الزعيم السوفيتي جوزيف ستالين حراسه في سباق للاستيلاء على برلين. على الرغم من أنه كان في الغالب عرقهم، تم دعم كل مارشال بجبهة أخرى. كان المشير جوكوف تحميها قنسطنطين روكوسوفسكي في الجبهة البيلاروسية الثانية، في حين كان المشير Konev مدعوما من أندري يريومينكو في الجبهة الأوكرانية الرابعة. كان الرجلين وجيوشهم التي يقودهاكل منهما على حدة يحاربون بعضهم البعض، مما يضمن أنهم سيقودون رجالهم في أسرع وقت ممكن وبقدر الإمكان لتحقيق نصر سريع. أدى ذلك إلى دموية في معركة برلين.
لم يعارض حلفاؤهم التقدم السوفييتي والاستيلاء النهائي على العاصمة الألمانية. في محاولة لتجنب قضية دبلوماسية، أمر الجنرال الأمريكي دوايت أيزنهاور قواته بدخول جنوب ألمانيا لقطع أجزاء أخرى من الفيرماخت ولتجنب احتمال أن تحاول الحكومة النازية تصمد في معقل وطني في جبال الألب.
غادر الحلفاء الغربيون ألمانيا الشرقية ومدينة برلين تاركينها للجيش الأحمر. كان مؤتمر يالطا قد قرر بالفعل أنه سيتم تقسيم ألمانيا وبرلين إلى أربع مناطق احتلال
بعد أن وافق الحلفاء في مؤتمر يالطا على مناطق نفوذ محددة داخل ألمانيا، تسابق الجيشان السوفييتيان للسيطرة على برلين، ربما بدافع الرغبة في السيطرة على برنامج الأبحاث النووية الألماني في معهد قيصر فيلهلم قبل الأمريكيين.

## الجبهة الغربية
منذ أن أنزل الحلفاء في نورماندي، تحركت الجيوش البريطانية والأمريكية (من بين قوات الحلفاء الغربيين المنتسبين) بسرعة وحزم للاستيلاء على المدن الغربية في فرنسا، والانتقال لتحرير باريس. بحلول سبتمبر 1944، وصلت قوات الحلفاء إلى الحدود الألمانية، لكن الفشل اللاحق لعملية ماركت جاردن حال دون حدوث اختراق حاسم في قلب ألمانيا بحلول نهاية العام. في ديسمبر، شن هتلر هجومًا فاشلًا معروفًا باسم معركة الثغرة. في مارس 1945، عبر الحلفاء نهر الراين بطريقة حاسمة، لكن الإصابات التي لحقت بها قوات الحلفاء في آردين في الأشهر السابقة والمسافة المتبقية للوصول إلى برلين أعاقت حملة أيزنهاور لأخذ برلين قبل السوفييت.